# Scelolyperus varipes
Scelolyperus varipes är en skalbaggsart som först beskrevs av J. L. Leconte 1857.  Scelolyperus varipes ingår i släktet Scelolyperus och familjen bladbaggar. Inga underarter finns listade i Catalogue of Life.